# Ellis Le Geyt Troughton
Pour les articles homonymes, voir Troughton.
Ellis Le Geyt Troughton est un  mammalogiste australien, né le 29 avril 1893 à Sydney et mort le 30 novembre 1974.
Il est le conservateur des mammifères de l’Australian Museum de 1921 à 1958. Il étudie, durant la Seconde Guerre mondiale le typhus en Nouvelle-Guinée.